# Cactus d'Or

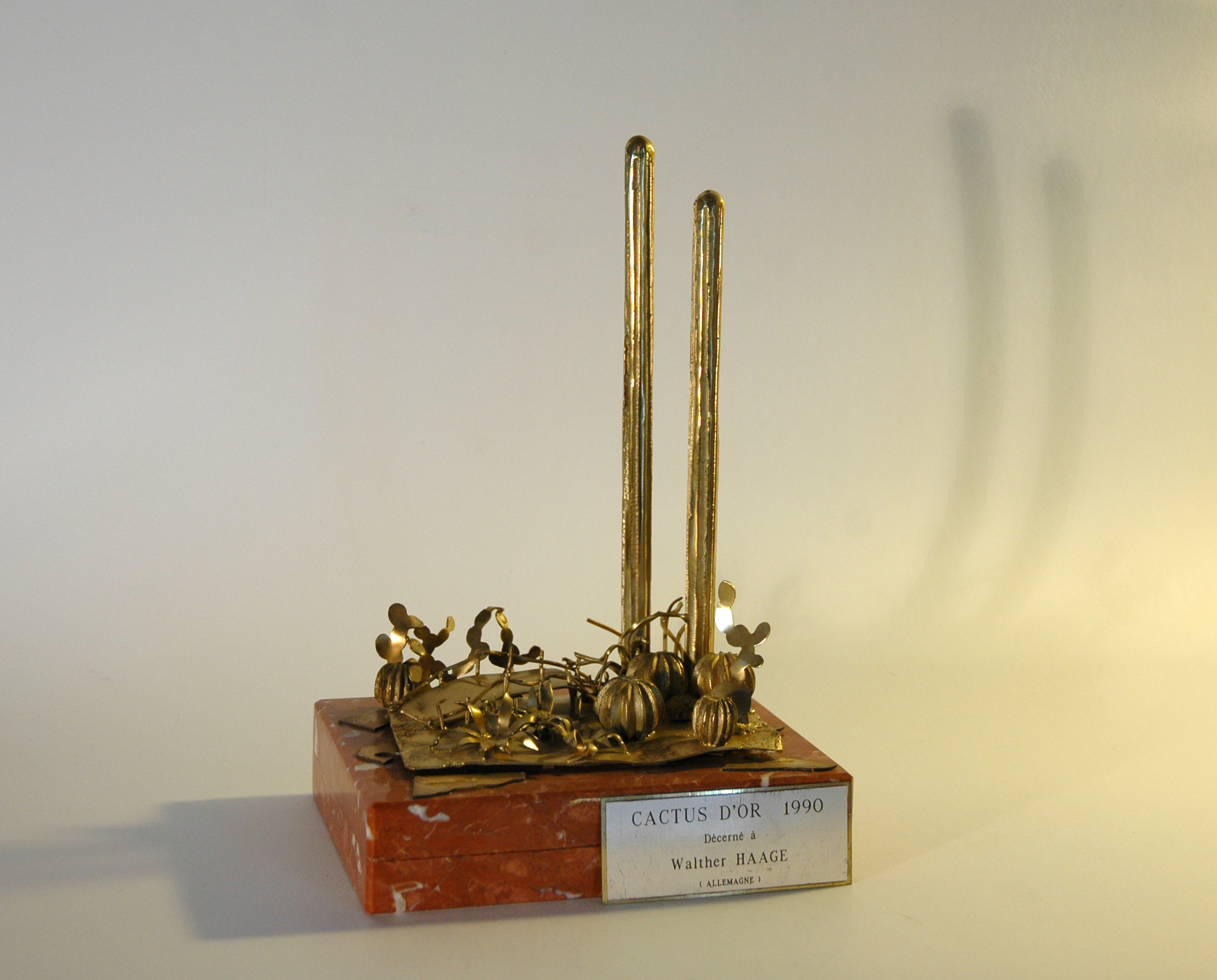
El Cactus d'Or de 1990 va anar a parar a Walther Haage

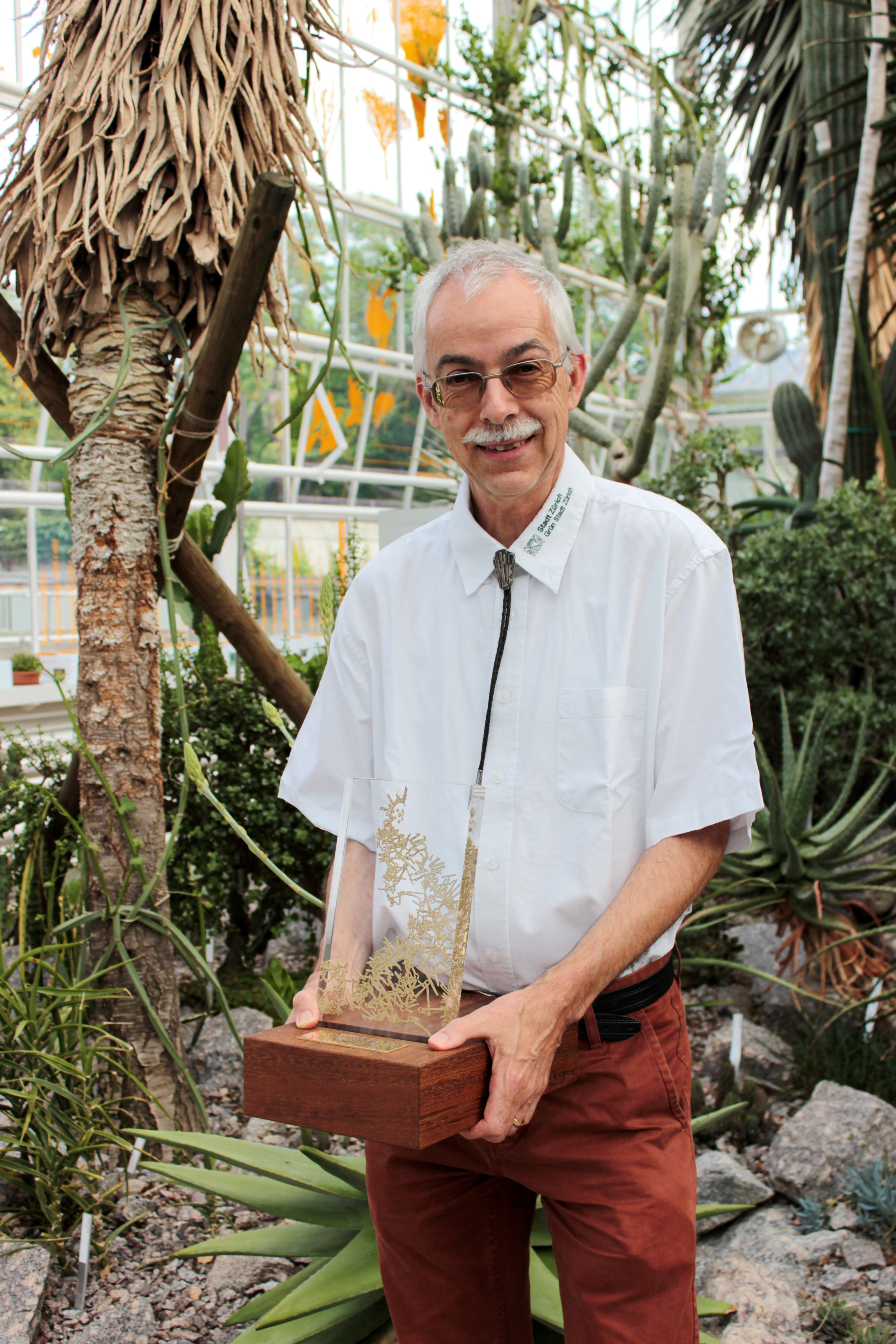
Urs Eggli amb el Cactus d'Or 2014

El Cactus d'Or és un premi que es concedia cada dos anys, des de 1978 fins a 2014, per l'Organització Internacional per a les Suculentes (IOS) i està patrocinat pel Principat de Mònaco que reconeix les contribucions destacades al coneixement de les plantes suculentes.

## Guanyadors
- 1978: Werner Rauh
- 1980: Helia Bravo Hollis
- 1982: Gordon Douglas Rowley
- 1984: Lyman David Benson
- 1986: No es concedeix
- 1988: Larry Charles Leach
- 1990: Walther Haage
- 1992: George Edmund Lindsay
- 1994: Hans-Dieter Ihlenfeldt
- 1996: Susan Carter Holmes
- 1998: Edward Frederick Anderson
- 2000: Dieter Supthut
- 2002: Wilhelm Barthlott
- 2004: Gideon Francois Smith
- 2006: David Richard Hunt
- 2008: Leonard Eric Newton
- 2010: Myron William Kimnach
- 2012: Heidrun Elsbeth Klara Hartmann
- 2014: Urs Eggli[2]